# Turó d'en Bosc
El Turó d'en Bosc és una muntanya de 404 metres que es troba al municipi de Sant Vicenç de Montalt, a la comarca del Maresme.